# Plesiops cephalotaenia
Plesiops cephalotaenia és una espècie de peix de la família Plesiopidae i de l'ordre dels perciformes.

## Morfologia
Els mascles poden assolir els 6 cm de longitud total.

## Distribució geogràfica
Es troba a les Illes Ryukyu, les Filipines, Borneo i Nova Guinea.